# Championnat de Belgique masculin de handball de troisième division
Le championnat de Belgique masculin de handball de troisième division représente le troisième niveau de la hiérarchie du handball masculin en Belgique.
Depuis 2010, ce niveau a été communautarisé et deux championnats sont organisés par les deux ailes linguistiques de l'Union royale belge de handball : la Ligue francophone de handball (LFH) et la Vlaamse Handbal Vereniging (VHV) (Association flamande de handball). La D1 LFH est donc, comme son nom l'indique, organisé par la LFH et représente le troisième niveau du handball belge pour les clubs affiliés à la LFH tandis que la Liga.1 est organisé par la VHV et représente le troisième niveau du handball belge pour les clubs qui lui sont affiliés.
Le champions de chacune de ces deux compétitions assurent la montée en Division 2. Les divisions inférieures concernent alors le fonctionnement de ces deux ailes linguistiques. Ainsi, le quatrième niveau, pour les clubs de la VHV, renvoie à une autre division régionale, la Liga.2 tandis que, pour les clubs de la LFH, ce quatrième échelon renvoie aux provinciales avec la Promotion Liège, pour les clubs se situant en Province de Liège et la Promotion Brabant-Hainaut pour les clubs se situant en Province de Hainaut, de la Province du Brabant wallon et de la Région de Bruxelles-Capitale.

## Histoire
- Avant 1998, le troisième échelon belge était régionalisé en fonction des deux aires linguistiques.
- En 1998, l'URBH reprend l'organisation de la compétition. La troisième division devient alors, une division nationale appelée Division 3 en 1998-1999 et en 2009-2010 et Division 2 entre 1999 et 2009.
- En 2010, l'URBH redélègue le troisième niveau aux ligues linguistiques : D1 LFH du côté de la Ligue francophone de handball et Superliga (entre 2010 et 2014) puis Liga.1 (à partir de 2014) du côté de l'Association flamande de handball (VHV).

## Particularités
Bien qu'on pourrait penser que, de manière générale, la région linguistique où se situe le club coïncide avec son affiliation, ça n'est pas exactement le cas. Ainsi, il y a certaines particularités avec la LFH: 
- Le HC Kraainem est affilié à la LFH alors que Kraainem se situe dans le Brabant flamand et donc en Communauté flamande. Néanmoins, la commune de Kraainem, bien que flamande, fait part des communes à facilités de la périphérie bruxelloise ce qui fait que Kraainem est une commune flamande francophone ce qui a certainement motivé l'affilation à la LFH.
- Bien qu'il y ait trois langues officielles en Belgique, il n'y a que deux ailes linguistiques en handball, ce qui s'explique par le taille relativement petite par rapport aux deux autres communautés, de la Communauté germanophone de Belgique. Ainsi, bien que germanophones, le KTSV Eupen 1889, le HC Eynatten-Raeren et dans une moindre mesure, le HC Malmedy sont affiliés à la LFH.

## Organisation du championnat
La première place des deux ligues assurent une montée en Division 2 nationale. Par contre en ce qui concerne les divisions inférieures, l'organisation hiérarchique diffère en fonction des deux fédérations :
- en ce qui concerne la D1 LFH, on trouve directement les séries provinciales appelées promotion avec deux championnats d'égales importance, la Promotion Liège qui ne concerne que les clubs se trouvant en Province de Liège et la Promotion Brabant-Hainaut qui concerne les clubs se situant en Province de Hainaut ainsi que les clubs francophone de l'ancienne Province de Brabant et donc des clubs bruxellois.
- pour la Liga 1, la division inférieure est tout simplement la Liga 2.

## Palmarès
| Saison                                                          | Appellation                                                        | Champion | Dauphin | Troisième | | |
| 3e niveau régionalisé de jusqu'en 1998                          | 3e niveau régionalisé de jusqu'en 1998                             | 3e niveau régionalisé de jusqu'en 1998 | 3e niveau régionalisé de jusqu'en 1998 | 3e niveau régionalisé de jusqu'en 1998 | 3e niveau régionalisé de jusqu'en 1998 | |
| --------------------------------------------------------------- | ------------------------------------------------------------------ | --- | --- | --- | --- | --- |
| ...                                                             |                                                                    | | | | | |
| Compétition nationale de l'URBH (Division 3 / Division 2)       |                                                                    | | | | | |
| 1998/1999                                                       | Division 3                                                         | A.S.E.K. 72 | HC Visé BM | HC Malmedy | | |
| 1999/2000                                                       | Division 2                                                         | A.S.E.K. 72 | HC Visé BM | HV Uilenspiegel Wilrijk | | |
| 2000/2001                                                       | Division 2                                                         | HV Uilenspiegel Wilrijk | CSV Ransart | Achilles Bocholt | | |
| 2001/2002                                                       | Division 2                                                         | H.Villers 59 | HV Uilenspiegel Wilrijk | Technico Turnhout | | |
| 2002/2003                                                       | Division 2                                                         | HC Atomix | Achilles Bocholt | HC Raeren 76 | | |
| 2003/2004                                                       | Division 2                                                         | ROC Flémalle | HC Verviers | Apolloon Kortrijk | | |
| 2004/2005                                                       | Division 2                                                         | Apolloon Kortrijk | Renaissance Montegnée | KV Sasja HC Hoboken II | | |
| 2005/2006                                                       | Division 2                                                         | Jeunesse Jemeppe | STHV Juventus Melveren | Olse Merksem HC | | |
| 2006/2007                                                       | Division 2                                                         | HCA Lommel | KV Sasja HC Hoboken II | HV Arena Hechtel | | |
| 2007/2008                                                       | Division 2                                                         | EHC Tournai | Elita Lebbeke | HHV Meeuwen | | |
| 2008/2009                                                       | Division 2                                                         | HC Eynatten-Raeren II | Apolloon Kortrijk | HV Arena Hechtel | | |
| 2009/2010                                                       | Division 3                                                         | HC Kraainem | KV Sasja HC Hoboken II | Sporting Neerpelt-Lommel II | | |
| D1 LFH (LFH) et Superliga (2010-2014) puis Liga.1 (2014-) (VHV) |                                                                    | | | | | |
| 2010/2011                                                       | D1 LFH                                                             | HC Visé BM II | Renaissance Montegnée | HC Verviers | | |
| 2010/2011                                                       | Superliga                                                          | Classement inconnu, le KV Sasja HC Hoboken II est promu.                                                                                       | Classement inconnu, le KV Sasja HC Hoboken II est promu.                                                                                       | Classement inconnu, le KV Sasja HC Hoboken II est promu.                                                                                       | Classement inconnu, le KV Sasja HC Hoboken II est promu.                                                                                       | Classement inconnu, le KV Sasja HC Hoboken II est promu.                                                                                       |
| 2011/2012                                                       | D1 LFH                                                             | Waterloo ASH | HC Eynatten-Raeren II | Renaissance Montegnée | | |
| 2011/2012                                                       | Superliga                                                          | Classement inconnu, le Sporting Neerpelt-Lommel II est promu.                                                                                  | Classement inconnu, le Sporting Neerpelt-Lommel II est promu.                                                                                  | Classement inconnu, le Sporting Neerpelt-Lommel II est promu.                                                                                  | Classement inconnu, le Sporting Neerpelt-Lommel II est promu.                                                                                  | Classement inconnu, le Sporting Neerpelt-Lommel II est promu.                                                                                  |
| 2012/2013                                                       | D1 LFH                                                             | United Brussels HC | Jeunesse Jemeppe | Renaissance Montegnée | | |
| 2012/2013                                                       | Superliga                                                          | Classement inconnu, le Kreasa HB Houthalen est promu.                                                                                          | Classement inconnu, le Kreasa HB Houthalen est promu.                                                                                          | Classement inconnu, le Kreasa HB Houthalen est promu.                                                                                          | Classement inconnu, le Kreasa HB Houthalen est promu.                                                                                          | Classement inconnu, le Kreasa HB Houthalen est promu.                                                                                          |
| 2013/2014                                                       | D1 LFH                                                             | EHC Tournai II | HC Kraainem | KTSV Eupen 1889 | | |
| 2013/2014                                                       | Superliga                                                          | Classement inconnu, le HC Atomix est promu. | Classement inconnu, le HC Atomix est promu. | Classement inconnu, le HC Atomix est promu. | Classement inconnu, le HC Atomix est promu. | Classement inconnu, le HC Atomix est promu. |
| 2014/2015                                                       | D1 LFH                                                             | KTSV Eupen 1889 | Waterloo ASH | HC Visé BM II | | |
| 2014/2015                                                       | Liga.1                                                             | Classement inconnu, l'Elita Lebbeke est promu.                                                                                                 | Classement inconnu, l'Elita Lebbeke est promu.                                                                                                 | Classement inconnu, l'Elita Lebbeke est promu.                                                                                                 | Classement inconnu, l'Elita Lebbeke est promu.                                                                                                 | Classement inconnu, l'Elita Lebbeke est promu.                                                                                                 |
| 2015/2016                                                       | D1 LFH                                                             | HC Amay | HC Kraainem | Waterloo ASH | | |
| 2015/2016                                                       | Liga.1                                                             | Classement inconnu, l'Elita Lebbeke est promu.                                                                                                 | Classement inconnu, l'Elita Lebbeke est promu.                                                                                                 | Classement inconnu, l'Elita Lebbeke est promu.                                                                                                 | Classement inconnu, l'Elita Lebbeke est promu.                                                                                                 | Classement inconnu, l'Elita Lebbeke est promu.                                                                                                 |
| 2016/2017                                                       | D1 LFH                                                             | Jeunesse Jemeppe | HC Kraainem | Waterloo ASH | | |
| 2016/2017                                                       | Liga.1                                                             | Apolloon Kortrijk | Callant Tongeren II | HKW Waasmunster | | |
| 2017/2018                                                       | D1 LFH                                                             | HC Amay | HC Kraainem | EHC Tournai II | | |
| 2017/2018                                                       | Liga.1                                                             | HBC Izegem | HKW Waasmunster | Achilles Bocholt | | |
| 2018/2019                                                       | D1 LFH                                                             | United Brussels HC | HC Sprimont | Jeunesse Jemeppe | | |
| 2018/2019                                                       | Liga.1                                                             | Achilles Bocholt II | Handbal Tongeren II | Sporting Neerpelt-Lommel II | | |
| 2019/2020                                                       | D1 LFH                                                             | Compétition arrêtée à cause de la Pandémie de Covid-19 en Belgique, l'Union beynoise et la Jeunesse Jemeppe sont promus.                       | Compétition arrêtée à cause de la Pandémie de Covid-19 en Belgique, l'Union beynoise et la Jeunesse Jemeppe sont promus.                       | Compétition arrêtée à cause de la Pandémie de Covid-19 en Belgique, l'Union beynoise et la Jeunesse Jemeppe sont promus.                       | Compétition arrêtée à cause de la Pandémie de Covid-19 en Belgique, l'Union beynoise et la Jeunesse Jemeppe sont promus.                       | Compétition arrêtée à cause de la Pandémie de Covid-19 en Belgique, l'Union beynoise et la Jeunesse Jemeppe sont promus.                       |
| 2019/2020                                                       | Liga.1                                                             | Compétition arrêtée à cause de la Pandémie de Covid-19 en Belgique, l'Elita Lebbeke, l'Achilles Bocholt II et le Sporting Pelt II sont promus. | Compétition arrêtée à cause de la Pandémie de Covid-19 en Belgique, l'Elita Lebbeke, l'Achilles Bocholt II et le Sporting Pelt II sont promus. | Compétition arrêtée à cause de la Pandémie de Covid-19 en Belgique, l'Elita Lebbeke, l'Achilles Bocholt II et le Sporting Pelt II sont promus. | Compétition arrêtée à cause de la Pandémie de Covid-19 en Belgique, l'Elita Lebbeke, l'Achilles Bocholt II et le Sporting Pelt II sont promus. | Compétition arrêtée à cause de la Pandémie de Covid-19 en Belgique, l'Elita Lebbeke, l'Achilles Bocholt II et le Sporting Pelt II sont promus. |
| 2020/2021                                                       | Compétition arrêtée à cause de la Pandémie de Covid-19 en Belgique | Compétition arrêtée à cause de la Pandémie de Covid-19 en Belgique                                                                             | Compétition arrêtée à cause de la Pandémie de Covid-19 en Belgique                                                                             | Compétition arrêtée à cause de la Pandémie de Covid-19 en Belgique                                                                             | Compétition arrêtée à cause de la Pandémie de Covid-19 en Belgique                                                                             | |
| 2020/2021                                                       | Liga.1                                                             | Compétition arrêtée à cause de la Pandémie de Covid-19 en Belgique                                                                             | Compétition arrêtée à cause de la Pandémie de Covid-19 en Belgique                                                                             | Compétition arrêtée à cause de la Pandémie de Covid-19 en Belgique                                                                             | Compétition arrêtée à cause de la Pandémie de Covid-19 en Belgique                                                                             | Compétition arrêtée à cause de la Pandémie de Covid-19 en Belgique                                                                             |
| 2021/2022                                                       | D1 LFH                                                             | HC Sprimont | Renaissance Montegnée | ROC Flémalle | | |
| 2021/2022                                                       | Liga.1                                                             | ? | ? | ? | ? | ? |

## Résultats saison par saison

### Légende
- Club promu en Deuxième division en fin de saison.
- Club relégué en Championnats régionaux en fin de saison.
- Club qualifié dans les barrages pour l'ascension au deuxième niveau de la hiérarchie.
- Barragistes pour l'ascension au deuxième au troisième niveau de la hiérarchie issus du quatrième niveau .
- : Club relégué de Deuxième division en début de saison.
- : Club promu de Championnats régionaux en début de saison.

### Résultats avant 2002
| Place | Club                      |
| ----- | ------------------------- |
| 1er   | Jeunesse Jemeppe          |
| 2e    | HC La Fraternité Verviers |
| 3e    | HC Eynatten               |
| 4e    | ACS Woluwé                |
| 5e    | JS Ans                    |
| 6e    | EHC Kain                  |
| 7e    | TOC Flémalle              |
| 8e    | SS Amay                   |
| 9e    | Université de Liège       |
| 10e   | SCA Montegnée             |
| 11e   | HC Tilf                   |
| 12e   | S Woluwé                  |
| 13e   | HC Pays Noirs             |
| 14e   | ECH Charleroi             |

### Résultats 1999 à 2001
| Place | Division 3       |
| ----- | ---------------- |
| 1     | A.S.E.K. 72      |
| 2     | HC Visé BM       |
| 3     | HC Malmedy       |
| 4     | HC Jette         |
| 5     | Jeunesse Jemeppe |
| 6     | H.Villers 59     |
| 7     | HC Verviers      |
| 8     | HC La Hestre     |
| 9     | EHC Tournai      |
| 10    | HC Neupré        |
| 11    | La Main Lasne    |
| 12    | ULB-ECH          |

| Place | Division 2              |
| ----- | ----------------------- |
| 1     | A.S.E.K. 72             |
| 2     | HC Visé BM              |
| 3     | HV Uilenspiegel Wilrijk |
| 4     | CSV Ransart             |
| 5     | HC Haacht               |
| 6     | HC Raeren 76            |
| 7     | Apolloon Kortrijk       |
| 8     | HC Pentagoon Kortessem  |
| 9     | HV Arena Hechtel        |
| 10    | HC Atila Temse          |

| Place | Division 2              |
| ----- | ----------------------- |
| 1     | HV Uilenspiegel Wilrijk |
| 2     | CSV Ransart             |
| 3     | Achilles Bocholt        |
| 4     | H.Villers 59            |
| 5     | HC Buggenhout           |
| 6     | HC Raeren 76            |
| 7     | Apolloon Courtrai       |
| 8     | HC Verviers             |
| 9     | HC Pentagoon Kortessem  |
| 10    | HC Haacht               |

### Résultats 2002 à 2004
| Place | Division 2              |
| ----- | ----------------------- |
| 1     | H.Villers 59            |
| 2     | HV Uilenspiegel Wilrijk |
| 3     | Technico Turnhout       |
| 4     | HC Elita Buggenhout     |
| 5     | Achilles Bocholt        |
| 6     | HC Raeren 76            |
| 7     | HC Hades Hamont-Achel   |
| 8     | Apolloon Kortrijk       |
| 9     | HC 200 Ans              |
| 10    | HC Verviers             |

| Place | Division 2             |
| ----- | ---------------------- |
| 1     | HC Atomix              |
| 2     | Achilles Bocholt       |
| 3     | HC Raeren 76           |
| 4     | EHC Tournai            |
| 5     | HC Jette               |
| 6     | HC Malmedy             |
| 7     | Maes-Hudiko HC         |
| 8     | STHV Juventus Melveren |
| 9     | Apolloon Kortrijk      |
| 10    | HC 200 Ans             |
| 11    | JS Herstal             |

| Place | Division 2             |
| ----- | ---------------------- |
| 1     | ROC Flémalle           |
| 2     | HC Verviers            |
| 3     | Apolloon Kortrijk      |
| 4     | STHV Juventus Melveren |
| 5     | Renaissance Montegnée  |
| 6     | HC Jette               |
| 7     | HC Malmedy             |
| 8     | EHC Tournai            |
| 9     | Maes-Hudiko HC         |
| 10    | A.S.E.K. 72            |
| 11    | HC Overpelt            |
| 12    | HC Atila Temse         |

### Résultats 2005 à 2007
| Place     | Division 2                                 |
| --------- | ------------------------------------------ |
| 1         | Apolloon Kortrijk                          |
| 2         | Renaissance Montegnée                      |
| 3         | KV Sasja HC Hoboken II                     |
| 4         | HC Malmedy                                 |
| 5         | HHV Meeuwen                                |
| 6         | HC Verviers                                |
| 7         | Olse Merksem HC                            |
| 8         | HC Visé BM II                              |
| 9         | STHV Juventus Melveren 1re-3e des barrages |
| 10        | EHC Tournai 1re-3e des barrages            |
| ? Liga    | HC Overpelt 1re-3e des barrages            |
| 2e D1 LFH | A.L.E. 4e des barrages                     |
| 11        | HC Jette                                   |
| 12        | A.S.E.K. 72                                |

| Place  | Division 2                            |
| ------ | ------------------------------------- |
| 1      | Jeunesse Jemeppe                      |
| 2      | STHV Juventus Melveren                |
| 3      | Olse Merksem HC                       |
| 4      | HC Overpelt                           |
| 5      | HC Visé BM II                         |
| 6      | HC Malmedy                            |
| 7      | H.Villers 59                          |
| 8      | HHV Meeuwen                           |
| 9      | EHC Tournai 1er des barrages          |
| ? Liga | HCA Lommel 2e des barrages            |
| 10     | Renaissance Montegnée                 |
| 11     | Knack HBT Roeselare · 3e des barrages |
| ? Liga | HC Jette 4e des barrages              |
| 12     | HC Verviers                           |

| Place    | Division 2                     |
| -------- | ------------------------------ |
| 1        | HCA Lommel                     |
| 2        | KV Sasja HC Hoboken II         |
| 3        | HV Arena Hechtel               |
| 4        | H.Villers 59                   |
| 5        | Olse Merksem HC                |
| 6        | HHV Meeuwen                    |
| 7        | EHC Tournai                    |
| 8        | HC Malmedy                     |
| 9        | HC Amay · 1er des barrages     |
| 10       | HC Overpelt 2e des barrages    |
| ? D1 LFH | HC Eynatten II 3e des barrages |
| 1er Liga | HC Eeklo 4e des barrages       |
| 11       | HC Visé BM II                  |

La saison 2004-2005 voit l'Apolloon Kortrijk, champion, accéder en Division 1 (2e niveau) au détriment du H.Villers 59, relégué à l'issue de la phase régulière de Division 1. La Renaissance Montegnée, deuxième, et le KV Sasja HC Hoboken II, troisième, se qualifient pour les barrages de Division 1 dans un championnat à quatre avec les 10e (HC Raeren 76) et 11e (KTSV Eupen 1889) de Division 1 où les deux premières places sont qualificatives en temps normal à l'ascension à la Division 1 mais à cause de la disqualification de l'équipe de Division d'Honneur du HC Maasmechelen 65, il n'y a plus deux mais trois places qualificatives. Terminant à la troisième place, le KV Sasja HC Hoboken II réussit à se qualifier mais la Renaissance Montegnée, terminant à la dernière place se voit contraint de rester en Division 2.
En bas de classement, le HC Jette, 11e et l'A.S.E.K. 72, 12e sont relégués en régionale. Ils seront remplacés la saison prochaine par les champions ou premiers montants des deux championnats organisés par les ailes linguistiques de l'URBH, à savoir pour la LFH, la Division 1 LFH (Jeunesse Jemeppe) et pour la VHV, la Liga (Knack HBT Roeselare). Le STHV Juventus Melveren et l'EHC Tournai, 9e et 10e, s'engagent eux aussi dans un barrage avec le HC Overpelt issus de la Liga et l' A.L.E. issu de la Division 1 LFH. Comme dans le haut du classement, la disqualification du HC Maasmechelen 65 a également des conséquences pour le bas du classement. En effet, il n'y a non pas deux mais trois équipes qualifiées à l'issue de ce barrage. L'EHC Tournai et STHV Juventus Melveren restent ainsi en Division 2 alors que le HC Overpelt s'y qualifie. L' A.L.E., quant à lui, reste en Division 1 LFH.
Pour la saison 2005-2006, c'est la Jeunesse Jemeppe qui glane le titre de champion et accède à la Division 1 (2e niveau) en remplaçant KV Sasja HC Hoboken II, dernier de la phase classique de Division 1. Le STHV Juventus Melveren, deuxième, et le HC Overpelt, quatrième se qualifient pour les barrages de Division 1 où ils rencontrent les 10e (HV Uilenspiegel Wilrijk) et 11e (CSV Charleroi) de Division 1. À l'issue de ces barrages, le HV Uilenspiegel Wilrijk réussit à rester en Division 1 en terminant deuxième, le STHV Juventus Melveren, quant à lui, se qualifie pour la Division 1 grâce à sa deuxième place. Le CSV Charleroi et le HC Overpelt finissent aux deux dernières places.
En bas de classement, la Renaissance Montegnée, 10e et le HC Verviers, 12e sont relégués en régionale. Ils seront remplacés la saison prochaine par le HC Amay et le HV Arena Hechtel. L'EHC Tournai, 9e et le Knack HBT Roeselare, 10e disputent quant à eux les barrages avec le HCA Lommel issu de la Liga et le HC Jette issu de la Division 1 LFH. À la fin de ce mini-championnat, l'EHC Tournai reste en Division 1 et le HCA Lommel s'y qualifie en terminant respectivement premier et second des barrages tandis que le Knack HBT Roeselare est relégué en terminant à la troisième place. Le HC Jette qui occupe la quatrième place reste quant à lui en Division 1 LFH.
En raison du dépôt de bilan du CSV Charleroi, la saison 2006-2007 se joue à onze équipes et ce fut le HCA Lommel qui termine sacré champion de cette édition et accède à la Division 1 (2e niveau), il remplacera la saison prochaine le Technico Turnhout, douzième de Division 1. Le KV Sasja HC Hoboken II, deuxième, et le HV Arena Hechtel, troisième se qualifient pour les barrages de Division 1 où ils rencontrent les 10e (HC Herstal/Ans) et 11e (STHV Juventus Melveren) de Division 1. Rien ne changea à l'issue de ces barrages, le HC Herstal/Ans et le STHV Juventus Melveren, premier et deuxième, resteront en Division 1 alors que le KV Sasja HC Hoboken II et le HV Arena Hechtel, trois et quatrième restent en Division 3.
En bas de classement, la HC Visé BM, 12e est relégué au quatrième niveau de la hiérarchie. Il sera remplacés la saison prochaine par les champions de D1 LFH et de Liga, à savoir le Mouloudia de Bruxelles et l'Elita Lebbeke. Le HC Amay, 9e et le HC Overpelt, 10e, disputent quant à eux les barrages avec le HC Eeklo issus de la Liga et le HC Eynatten II issu de la Division 1 LFH. Il n'y a non pas deux mais trois qualifiés pour revenir à un championnat à douze équipes la saison prochaine. À l'issue de ces barrages, le HC Overpelt et le HC Amay restent en Division 1 en terminant respectivement premier et deuxième de ces barrages, le HC Eynatten II s'y qualifie en terminant troisième tandis que le HC Eeklo reste en Liga.

### Résultats 2008 à 2010
| Place  | Division 2             |
| ------ | ---------------------- |
| 1      | EHC Tournai            |
| 2      | Elita Lebbeke          |
| 3      | HHV Meeuwen            |
| 4      | HV Arena Hechtel       |
| 5      | Olse Merksem HC        |
| 6      | HC Malmedy             |
| 7      | KV Sasja HC Hoboken II |
| 8      | Mouloudia de Bruxelles |
| 9      | H.Villers 59           |
| 8      | HC Eynatten II         |
| 9      | HC Amay                |
| 10     | HC Overpelt            |
| Liga   | HC Eeklo               |
| D1 LFH | HC Visé BM II          |

| Place | Division 2             |
| ----- | ---------------------- |
| 1     | HC Eynatten-Raeren II  |
| 2     | Apolloon Kortrijk      |
| 3     | HV Arena Hechtel       |
| 4     | Olse Merksem HC        |
| 5     | HHV Meeuwen            |
| 6     | H. Villers 59          |
| 7     | KV Sasja HC Hoboken II |
| 8     | HC Malmedy             |
| 9     | Mouloudia de Bruxelles |
| 10    | Sporting Neerpelt II   |
| 11    | Entente du Centre CLH  |
| 12    | HC Eeklo               |

| Place | Division 3                  |
| ----- | --------------------------- |
| 1     | HC Kraainem                 |
| 2     | KV Sasja HC Hoboken II      |
| 3     | Sporting Neerpelt-Lommel II |
| 4     | HHV Meeuwen                 |
| 5     | HV Uilenspiegel Wilrijk     |
| 6     | HC Verviers                 |
| 7     | HBC Brabo Denderbelle       |
| 8     | HC Pentagoon Kortessem      |
| 9     | HC Malmedy                  |
| 10    | United Brussels HC          |
| 11    | H.Villers 59                |
| 12    | HC Eynatten-Raeren II       |

La saison 2007-2008 est remportée par l'EHC Tournai qui accède donc à la Division 1 (2e niveau). Les tournaisien remplaceront la saison suivante l'Apolloon Kortrijk, relégué à l'issue de la phase régulière de Division 1. L'Elita Lebbeke, deuxième, et le HHV Meeuwen, troisième, se qualifient pour les barrages (Barrage B) de Division 1 dans un mini-championnat à quatre avec les 10e (VOO HC Herstal) et 11e (HV Uilenspiegel Wilrijk) de Division 1 où, en raison de la disparition du HC Raeren 76, il n'y a non pas deux mais trois places qualificatives à l'ascension à la Division 1. Terminant à la deuxième place, l'Elita Lebbeke réussit à se qualifier mais la HHV Meeuwen, terminant à la dernière place se voit contraint de rester en Division 2.
En bas de classement, le HC Amay, 11e et le HC Overpelt, 12e sont relégués en régionale. Ils seront remplacés la saison prochaine par les champions ou premiers montants des deux championnats organisés par les ailes linguistiques de l'URBH, à savoir pour la LFH, la Division 1 LFH (Entente du Centre CLH) et pour la VHV, la Liga (Sporting Neerpelt). Le H.Villers 59 et le HC Eynatten II, 9e et 10e, s'engagent eux aussi dans un barrage (Barrage C) avec le HC Eeklo issus de la Liga et le HC Visé BM II issu de la Division 1 LFH. Comme dans le haut du classement, la disparition du HC Raeren 76 a également des conséquences sur le bas du classement. En effet, il n'y a non pas deux mais trois équipes qualifiées à l'issue de ce barrage. Le H.Villers 59 et HC Eynatten II restent ainsi en Division 2 alors que le HC Eeklo s'y qualifie. Le HC Visé BM II, quant à lui, reste en Division 1 LFH.
La saison 2008-2009 est remportée par le HC Eynatten-Raeren II. Toutefois, les germanophones refusent la montée. C'est donc l'Apolloon Kortrijk, dauphin des frontaliers, qui accède à la Division 1 (2e niveau). Les flandriens remplaceront le HV Uilenspiegel Wilrijk. le HV Arena Hechtel, troisième, et l'Olse Merksem HC, quatrième, montent directement la saison suivante et sont donc dispensé de barrage. Les deux formations profitent, en fait, de la disparition du VOO HC Herstal en Division 1 et de celle de la montée du KTSV Eupen 1889 pour combler le vide laisser par la disparition du HCA Lommel.
En bas de classement, l'Entente du Centre CLH, 11e et le HC Eeklo, 12e sont relégués au niveau régional. En plus de la relégation de ces deux clubs, le troisième niveau hiérarchique belge subit la montée de trois clubs. Ainsi, les deux premiers montants des deux championnats organisés par les ailes linguistiques de l'URBH, à savoir pour la LFH, la Division 1 LFH (HC Verviers, HC Kraainem) et pour la VHV, la Liga (HC Pentagoon Kortessem, HBC Brabo Denderbelle).
Lors de la saison 2009-2010, la Division 2 devient la Division 3, il s'agit de la dernière saison où la compétition a le statut de championnat national. En fait, l'URBH réorganise ses divisions et fait passer les compétitions régionales du quatre au troisième niveau. Ainsi, la Division 1 LFH devient le troisième niveau pour les clubs affiliés à la LFH et le Liga renommé pour l'occasion Superliga pour les clubs affiliés à la VHV.
Les conséquences se font donc sentir sur les conséquences du classement finale de cette dernière édition. Ainsi, le HC Kraainem remporte la compétition et remplaceront non pas une mais trois équipes à savoir l'Apolloon Kortrijk, le HBC Izegem et l'Elita Lebbeke. Il n'y a également aucun descendant lors de cette saison. Les clubs du HC Verviers, du HC Malmedy, du H.Villers 59, du HC Eynatten-Raeren, du United Brussels (anciennement Mouloudia de Bruxelles) se retrouveront la saison suivante avec cinq clubs issus de la D1 LFH 2008-2009 à savoir le HC Visé BM II, la Renaissance Montegnée, le VOO HC Herstal-Flémalle ROC II, l'Entente du Centre CLH et le HC 200 Ans. Quant à la Superliga, les clubs du HHV Meeuwen, du HV Uilenspiegel Wilrijk et du HC Pentagoon Kortessem se retrouveront dans la nouvel Superliga en compagnie des descendants de Division 2 précité (Apolloon Kortrijk, le HBC Izegem, sans Lebbeke) mais aussi des clubs issus de Liga 2008-2009, à savoir Desselgemse HC, HC 'T Noorden, Kreasa HB Houthalen II, HKW Waasmunster, United HC Tongeren II, Initia HC Hasselt II et du HC Atomix. À noter qu'en plus de l'Elita Lebbeke, le HBC Brabo Denderbelle ainsi que les secondes équipes du KV Sasja HC Hoboken et le Sporting Neerpelt-Lommel choisissent d'arrêter d'inscrire une équipe à ce niveau.

### Résultats 2011 à 2013
| Place | D1 LFH                         | Superliga           |
| ----- | ------------------------------ | ------------------- |
| 1     | HC Visé BM II                  | Classement inconnu. |
| 2     | Renaissance Montegnée          | Classement inconnu. |
| 3     | HC Verviers                    | Classement inconnu. |
| 4     | VOO HC Herstal-Flémalle ROC II | Classement inconnu. |
| 5     | Mouloudia Bruxelles            | Classement inconnu. |
| 6     | H.Villers 59                   | Classement inconnu. |
| 8     | Entente du Centre CLH          | Classement inconnu. |
| 9     | HC Eynatten-Raeren II          | Classement inconnu. |
| 7     | HC 200 Ans                     | Classement inconnu. |
| 10    | HC Malmedy                     | Classement inconnu. |

| Place | D1 LFH                         | Superliga          |
| ----- | ------------------------------ | ------------------ |
| 1     | Waterloo ASH                   | Classement inconnu |
| 2     | HC Eynatten-Raeren II          | Classement inconnu |
| 3     | Renaissance Montegnée          | Classement inconnu |
| 4     | HC Grâce-Hollogne              | Classement inconnu |
| 5     | United Brussels HC             | Classement inconnu |
| 6     | HC Verviers                    | Classement inconnu |
| 7     | H.Villers 59                   | Classement inconnu |
| 8     | Entente du Centre CLH          | Classement inconnu |
| 9     | HC Old Blacks                  | Classement inconnu |
| 10    | VOO HC Herstal-Flémalle ROC II | Classement inconnu |

| Place | D1 LFH                | Superliga          |
| ----- | --------------------- | ------------------ |
| 1     | United Brussels HC    | Classement inconnu |
| 2     | Jeunesse Jemeppe      | Classement inconnu |
| 3     | Renaissance Montegnée | Classement inconnu |
| 4     | HC Eynatten-Raeren II | Classement inconnu |
| 5     | HC Grâce-Hollogne     | Classement inconnu |
| 6     | KTSV Eupen 1889       | Classement inconnu |
| 7     | EHC Tournai II        | Classement inconnu |
| 8     | HC 200 Ans            | Classement inconnu |
| 9     | H.Villers 59          | Classement inconnu |
| 10    | HC Verviers           | Classement inconnu |

Comme susmentionné, la troisième division a été régionalisée pour la saison 2010-2011. En D1 LFH, ligue francophone, le HC Visé BM II termine premier et accède donc à la Division 2 (2e niveau), ils seront accompagnés par le KV Sasja HC Hoboken II, montant de Superliga, ligue flamande. Les visétois et les anversois remplaceront le Kreasa HB Houthalen et le HV Arena Hechtel qui, affiliés à la VHV, se retrouveront en Superliga la saison prochaine.
En bas de classement, en D1 LFH, le HC 200 Ans et le HC Malmedy, 9e et 10e, sont relégués en Promotion Liège (4e niveau). Ces deux formations seront remplacés la saison prochaine par le HC Grâce-Hollogne et le HC Old Blacks tous deux issus de la Promotion Liège. Le champion de la Promotion Brabant-Hainaut ayant décliné la montée. En Superliga, le HBC Brabo Denderbelle et le GBSK sont relégués en Liga, (4e niveau), ils seront remplacés par le HKW Waasmunster et le HBC Izegem qui retrouvent ainsi le troisième niveau handballistique belge.
La saison 2011-2012 est remportée par le Waterloo ASH pour la D1 LFH tandis que, en Superliga, le Sporting Neerpelt-Lommel II réussit également à se hisser en Division 2. Ces deux formations remplaceront la Jeunesse Jemeppe et le KTSV Eupen 1889 qui sont toutes deux reléguée en D1 LFH. En bas de classement de la D1 LFH, étant donné qu'il y a deux descendants liégeois de Division 2 et dans l'optique de continuer un championnat à 10 équipes, les trois dernières formations sont relégués en Promotion. Ainsi, le VOO HC Herstal-Flémalle ROC et le HC Old Blacks sont relégués en Promotion Liège et l'Entente du Centre CLH en Promotion Brabant-Hainaut, ils seront remplacés la saison suivante par les champions de la Promotion Liège et de la Promotion Brabant-Hainaut à savoir le HC 200 Ans et l'EHC Tournai II. En Superliga, le HC't Noorden et le HBC Izegem sont relégués et seront remplacés la saison suivante par le Thor Middelkerke et l'Initia HC Hasselt II.
Lors de la saison 2012-2013, le United Brussels HC (anciennement Mouloudia Bruxelles) termine champion de la D1 LFH et parvient à se hisser en Division 2 tandis qu'en Superliga, le Kreasa HB Houthalen se hisse aussi en deuxième division nationale, une deuxième division que les limbourgeois retrouvent, deux ans après. Ces deux clubs remplaceront la saison prochaine, le HC Atomix et le HC Kraainem qui sont respectivement relégués en Superliga et en D1 LFH. Pour ce qui est du bas de classement, le H. Villers 59 et le HC Verviers sont relégués en Promotion Liège, ils seront remplacés la saison prochaine par le VOO HC Herstal-Flémalle ROC II, champion de Liège, et l'Entente du Centre CLH, champion du Brabant/Hainaut. En Superliga, le Thor Middelkerke et l'Elita Lebbeke sont relégués et seront remplacés par le HBC Izegem et le United HC Tongeren II.

### Résultats 2014 à 2016
| Place | D1 LFH                    | Superliga          |
| ----- | ------------------------- | ------------------ |
| 1     | EHC Tournai II            | Classement inconnu |
| 2     | HC Kraainem               | Classement inconnu |
| 3     | KTSV Eupen 1889           | Classement inconnu |
| 4     | Renaissance Montegnée     | Classement inconnu |
| 5     | HC Eynatten-Raeren II     | Classement inconnu |
| 6     | Entente du Centre CLH     | Classement inconnu |
| 7     | HC 200 Ans                | Classement inconnu |
| 8     | Jeunesse Jemeppe          | Classement inconnu |
| 9     | RHC Grâce-Hollogne/Ans II | Classement inconnu |
| 10    | HC Herstal/Trooz          | Classement inconnu |

| Place | D1 LFH                | Superliga          |
| ----- | --------------------- | ------------------ |
| 1     | KTSV Eupen 1889       | Classement inconnu |
| 2     | Waterloo ASH          | Classement inconnu |
| 3     | HC Visé BM III        | Classement inconnu |
| 4     | HC Kraainem           | Classement inconnu |
| 5     | Renaissance Montegnée | Classement inconnu |
| 6     | Entente du Centre CLH | Classement inconnu |
| 7     | HSC Tubize            | Classement inconnu |
| 8     | Jeunesse Jemeppe      | Classement inconnu |
| 9     | HC Eynatten-Raeren II | Classement inconnu |

| Place | D1 LFH                | Liga 1             |
| ----- | --------------------- | ------------------ |
| 1     | HC Amay               | Classement inconnu |
| 2     | HC Kraainem           | Classement inconnu |
| 3     | Waterloo ASH          | Classement inconnu |
| 4     | KTSV Eupen 1889 II    | Classement inconnu |
| 5     | United Brussels HC    | Classement inconnu |
| 6     | HC Visé BM II         | Classement inconnu |
| 7     | HSC Tubize            | Classement inconnu |
| 8     | EHC Tournai II        | Classement inconnu |
| 9     | Entente du Centre CLH | Classement inconnu |
| 10    | H.B.C.C.R.            | Classement inconnu |

Lors de la saison 2013-2014, en D1 LFH, ligue francophone, le EHC Tournai II termine premier et accède donc à la Division 2 (2e niveau), le club hainuyer ser accompagné par le HC Atomix, montant de Superliga, ligue flamande. Les deux formations remplaceront le Waterloo ASH et le Sporting Neerpelt-Lommel III qui sont respectivement relégués en D1 LFH et en Superliga.
En bas de classement, en D1 LFH, le HC 200 Ans (Relégué pour une raison inconnue) et le HC Herstal/Trooz, 7e et 10e, sont relégués en Promotion Liège (4e niveau). Ces deux formations seront remplacés la saison prochaine par le HC Visé BM III et le HSC Tubize issus des deux promotions. En Superliga, le HC Pentagoon Kortessem et l'HV Arena Hechtel sont relégués en Liga, (4e niveau), ils seront remplacés par le HC Eeklo et l'Elita Lebbeke qui retrouvent ainsi le troisième niveau handballistique belge.
La saison 2014-2015 est remportée par le KTSV Eupen 1889 pour la D1 LFH tandis que, en Superliga, l'Elita Lebbeke réussit également à se hisser en Division 2. Ces deux formations remplaceront le United Brussels et l'EHC Tournai II, qui retournent en D1 LFH. Cette saison est également marquée par le forfait général du VOO RHC Grâce-Hollogne/Ans II. À la suite de ce forfait, l'Union royale belge de handball décide de mettre l'équipe première de Grâce-Hollogne également en forfait général pour non respect de l'article 612B du règlement de l'URBH. Par conséquent, le reste du championnat s'est joué à neuf. Néanmoins, il y a toujours deux descendant ainsi que deux montants. Ainsi, le H.B.C.C.R. et le HC Amay, sont promus et remplaceront la saison prochaine la Jeunesse Jemeppe, 8e, et le HC Eynatten-Raeren II, 9e. En Superliga, le HBC Dendermonde et le HKW Waasmunster II sont relégués et seront remplacés la saison suivante par l'Olse Merksem HC II, le Welta Mechelen et l'Achilles Bocholt II.
La saison 2015-2016 est marqué par un changement. La VHV décide en effet de restructurer ses divisions régionales et la Superliga devient la Liga.1. Cette première édition de la Liga.1 voit le HBC Izegem accéder à l'élite. Côté francophone, c'est le HC Amay, le promu, qui s'offre la montée en Division 2. Dans le bas du classement, en Liga.1, le Welta Mechelen et le Desselgemse HC sont relégués, ils seront remplacés la saison prochaine par le Knack HBT Roeselare. Dans la ligue francophone, étant donné qu'il n'y a aucun descendant de Division 2 affilié à la LFH, il n'y a qu'un descendant pour deux montants. Ainsi, le H.B.C.C.R. est relégué et sera remplacé la saison suivante par la Jeunesse Jemeppe et le HC Mouscron.

### Résultats 2017 à 2019
| Place | D1 LFH                | Liga 1                  |
| ----- | --------------------- | ----------------------- |
| 1     | Jeunesse Jemeppe      | Apolloon Kortrijk       |
| 2     | HC Kraainem           | Callant Tongeren II     |
| 3     | Waterloo ASH          | HKW Waasmunster         |
| 4     | HC Visé BM III        | Olse Merksem HC II      |
| 5     | EHC Tournai II        | Elita Lebbeke           |
| 6     | United Brussels HC    | Achilles Bocholt II     |
| 7     | KTSV Eupen 1889       | HV Uilenspiegel Wilrijk |
| 8     | Entende du Centre CLH | Sporting NeLo II        |
| 9     | HSC Tubize            | Initia HC Hasselt II    |
| 10    | HC Mouscron           | HHV Meeuwen             |
| 11    | /                     | HC Eeklo                |
| 12    | /                     | Knack HBT Roeselare     |

| Place | D1 LFH                | Liga 1                  |
| ----- | --------------------- | ----------------------- |
| 1     | HC Amay               | HBC Izegem              |
| 2     | HC Kraainem           | HK Waasmunster          |
| 3     | EHC Tournai II        | Achilles Bocholt II     |
| 4     | Waterloo ASH          | Callant Tongeren II     |
| 5     | United Brussels HC    | Initia HC Hasselt II    |
| 6     | KTSV Eupen 1889       | Sporting NeLo II        |
| 7     | Handball Villers 59   | Olse Merksem HC II      |
| 8     | Entende du Centre CLH | HV Uilenspiegel Wilrijk |
| 9     | ROC Flémalle          | HHV Meeuwen             |
| 10    | H.B.C.C.R.            | Elita Lebbeke           |
| 11    | /                     | HBC Dendermonde         |
| 12    | /                     | HC Eeklo                |

| Place | D1 LFH                | Liga 1                      |
| ----- | --------------------- | --------------------------- |
| 1     | United Brussels HC    | Achilles Bocholt II         |
| 2     | HC Sprimont           | Handbal Tongeren II         |
| 3     | Jeunesse Jemeppe      | Sporting Neerpelt-Lommel II |
| 4     | HC Herstal/Trooz      | Initia HC Hasselt II        |
| 5     | EHC Tournai II        | Hc Atomix II                |
| 6     | HSC Tubize            | HV Uilenspiegel Wilrijk     |
| 7     | Waterloo ASH          | KV Sasja HC Hoboken II      |
| 8     | Handball Villers 59   | Olse Merksem HC II          |
| 9     | Entente du Centre CLH | HHV Meeuwen                 |
| 10    | /                     | Elita Lebbeke               |
| 11    | /                     | HC Overpelt                 |
| 12    | /                     | Knack HBT Roulers           |